# Vittorio Amedeo d'Assia-Rotenburg
Vittorio Amedeo d'Assia-Rotenburg (Rotenburg an der Fulda, 2 settembre 1779 – Zębowice, 12 novembre 1834) è stato langravio d'Assia-Rotenburg dal 1813 al 1834, nonché duca di Ratibor e principe di Corvey.

## Biografia
Vittorio Amedeo era figlio di Carlo Emanuele d'Assia-Rotenburg e di Leopoldina del Liechtenstein, figlia del principe Francesco Giuseppe I. Venne battezzato Vittorio Amedeo in onore di suo cugino, il re di Sardegna, Vittorio Amedeo III di Savoia.
Girolamo Bonaparte, re di Westfalia, lo nominò suo ciambellano, ma Vittorio Amedeo rigettò la nomina ritenendo di dover giurare fedeltà unicamente al Sacro Romano Impero. Accusato dal re di fellonia, venne costretto all'esilio, a cedere ai francesi tutti i palazzi del suo principato ed a pagare una multa di 35.000 talleri. Venne riconosciuto al rango di principe solo il 10 luglio 1813, anche se Vittorio Amedeo continuò a rifiutarsi di prestare giuramento ai francesi.
Quando cadde il governo napoleonico, riuscì a riprendere le redini del proprio governo ma in preparazione di una nuova costituzione e di riforme amministrative che interessarono l'Assia nel 1821, preferì rimanere lontano dalla politica. Pretese però un indennizzo di 450.000 talleri tra danni di guerra e altre privazioni, tra cui la perdita di alcuni territori che gli vennero ricompensati con l'annessione dell'ex principato abbaziale di Corvey e con il prestigioso Ducato di Ratibor. Tra il 1825 ed il 1833 spostò la preziosa biblioteca di corte consistente in 36.000 volumi da Rotenburg a Corvey.
Non avendo avuto figli, alla sua morte nel 1834 le sue terre tornarono all'Assia-Kassel, mentre i titoli di duca di Ratibor e Corvey passarono a suo nipote Vittorio I di Ratibor.

## Matrimonio e figli
Nel 1799, Vittorio Amedeo sposò Leopoldina von Fürstenberg (1781-1806), figlia del principe Filippo von Fürstenberg.
Rimasto vedovo della prima moglie e senza eredi, si risposò nel 1812 con Elisabetta di Hohenlohe-Langenburg (1790-1830), figlia del principe Carlo Ludovico I di Hohenlohe-Langenburg. Da questo matrimonio ebbe una sola figlia, nata morta il 1 settembre 1813.
Nuovamente vedovo, nel 1831 sposò Eleonora di Salm (1799-1851), figlia del principe Francesco di Salm.
Vittorio Amedeo non ebbe figli legittimi, e come tale con lui terminò la casata d'Assia-Rothenburg.

## Ascendenza
|                                              |                            |                                                                    | Genitori                                                           |  |  | Nonni |  |  | Bisnonni                           |  |  | Trisnonni                   |  |
|                                              |                            |                                                                    |                                                                    |  |  |       |  |  | Ernesto Leopoldo d'Assia-Rotenburg |  |  | Guglielmo d'Assia-Rotenburg |  |
|                                              |                            |                                                                    |                                                                    |  |  |       |  |  | Ernesto Leopoldo d'Assia-Rotenburg |  |  | Guglielmo d'Assia-Rotenburg |  |
|                                              |                            | Maria Anna di Löwenstein-Wertheim-Rochefort                        |                                                                    |  |  |       |  |  | Ernesto Leopoldo d'Assia-Rotenburg |  |  |                             |  |
| Costantino d'Assia-Rotenburg                 |                            |                                                                    |                                                                    |  |  |       |  |  | Ernesto Leopoldo d'Assia-Rotenburg |  |  |                             |  |
|                                              |                            | Eleonora Maria di Löwenstein-Wertheim-Rochefort                    | Maximilian Karl zu Löwenstein-Wertheim-Rochefort                   |  |  |       |  |  |                                    |  |  |                             |  |
|                                              |                            | Eleonora Maria di Löwenstein-Wertheim-Rochefort                    | Maximilian Karl zu Löwenstein-Wertheim-Rochefort                   |  |  |       |  |  |                                    |  |  |                             |  |
|                                              |                            | Eleonora Maria di Löwenstein-Wertheim-Rochefort                    | Maria Polissena Khuen von Lichtenberg                              |  |  |       |  |  |                                    |  |  |                             |  |
| Carlo Emanuele d'Assia-Rotenburg             |                            | Eleonora Maria di Löwenstein-Wertheim-Rochefort                    |                                                                    |  |  |       |  |  |                                    |  |  |                             |  |
|                                              |                            | Corrado Sigismondo Antonio di Starhemberg                          | Franz Ottokar von Starhemberg                                      |  |  |       |  |  |                                    |  |  |                             |  |
|                                              |                            | Corrado Sigismondo Antonio di Starhemberg                          | Franz Ottokar von Starhemberg                                      |  |  |       |  |  |                                    |  |  |                             |  |
|                                              |                            | Corrado Sigismondo Antonio di Starhemberg                          | Clara Cäcilia von Rindsmaul                                        |  |  |       |  |  |                                    |  |  |                             |  |
| Marie Sofia Teresa Edvige Eva di Starhemberg |                            | Corrado Sigismondo Antonio di Starhemberg                          |                                                                    |  |  |       |  |  |                                    |  |  |                             |  |
|                                              |                            | Maria Leopoldine Elisabeth Renate zu Löwenstein-Wertheim-Rochefort | Maximilian Karl zu Löwenstein-Wertheim-Rochefort                   |  |  |       |  |  |                                    |  |  |                             |  |
|                                              |                            | Maria Leopoldine Elisabeth Renate zu Löwenstein-Wertheim-Rochefort | Maximilian Karl zu Löwenstein-Wertheim-Rochefort                   |  |  |       |  |  |                                    |  |  |                             |  |
|                                              |                            | Maria Leopoldine Elisabeth Renate zu Löwenstein-Wertheim-Rochefort | Maria Polissena Khuen von Lichtenberg                              |  |  |       |  |  |                                    |  |  |                             |  |
| Vittorio Amedeo d'Assia-Rotenburg            |                            | Maria Leopoldine Elisabeth Renate zu Löwenstein-Wertheim-Rochefort |                                                                    |  |  |       |  |  |                                    |  |  |                             |  |
|                                              | Emanuele del Liechtenstein | Filippo Erasmo del Liechtenstein                                   |                                                                    |  |  |       |  |  |                                    |  |  |                             |  |
|                                              | Emanuele del Liechtenstein | Filippo Erasmo del Liechtenstein                                   |                                                                    |  |  |       |  |  |                                    |  |  |                             |  |
|                                              | Emanuele del Liechtenstein | Cristina Teresa di Löwenstein-Wertheim-Rochefort                   |                                                                    |  |  |       |  |  |                                    |  |  |                             |  |
| Francesco Giuseppe I del Liechtenstein       | Emanuele del Liechtenstein |                                                                    |                                                                    |  |  |       |  |  |                                    |  |  |                             |  |
|                                              |                            | Maria Anna Antonia di Dietrichstein-Weichselstädt                  | Karl Magnus di Dietrichstein-Weichselstädt                         |  |  |       |  |  |                                    |  |  |                             |  |
|                                              |                            | Maria Anna Antonia di Dietrichstein-Weichselstädt                  | Karl Magnus di Dietrichstein-Weichselstädt                         |  |  |       |  |  |                                    |  |  |                             |  |
|                                              |                            | Maria Anna Antonia di Dietrichstein-Weichselstädt                  | Maria Theresia von Trauttmansdorff-Weinsberg                       |  |  |       |  |  |                                    |  |  |                             |  |
| Leopoldina del Liechtenstein                 |                            | Maria Anna Antonia di Dietrichstein-Weichselstädt                  |                                                                    |  |  |       |  |  |                                    |  |  |                             |  |
|                                              |                            | Francesco Filippo di Sternberg                                     | Francesco Damiano di Sternberg                                     |  |  |       |  |  |                                    |  |  |                             |  |
|                                              |                            | Francesco Filippo di Sternberg                                     | Francesco Damiano di Sternberg                                     |  |  |       |  |  |                                    |  |  |                             |  |
|                                              |                            | Francesco Filippo di Sternberg                                     | Marie Josefa von Trauttmansdorff-Weinsberg                         |  |  |       |  |  |                                    |  |  |                             |  |
| Leopoldina di Sternberg                      |                            | Francesco Filippo di Sternberg                                     |                                                                    |  |  |       |  |  |                                    |  |  |                             |  |
|                                              |                            | Maria Leopoldina di Starhemberg                                    | Corrado Sigismondo Antonio di Starhemberg                          |  |  |       |  |  |                                    |  |  |                             |  |
|                                              |                            | Maria Leopoldina di Starhemberg                                    | Corrado Sigismondo Antonio di Starhemberg                          |  |  |       |  |  |                                    |  |  |                             |  |
|                                              |                            | Maria Leopoldina di Starhemberg                                    | Maria Leopoldine Elisabeth Renate zu Löwenstein-Wertheim-Rochefort |  |  |       |  |  |                                    |  |  |                             |  |
|                                              |                            | Maria Leopoldina di Starhemberg                                    |                                                                    |  |  |       |  |  |                                    |  |  |                             |  |